# Biopharmaceutics & Drug Disposition
Biopharmaceutics & Drug Disposition, abgekürzt Biopharm. Drug Dispos., ist eine wissenschaftliche Fachzeitschrift, die vom Wiley-Blackwell-Verlag veröffentlicht wird. Die Zeitschrift erscheint mit neun Ausgaben im Jahr. Es werden Arbeiten veröffentlicht, die sich mit Themen der Pharmakodynamik bzw. –kinetik von Arzneistoffen beschäftigen.
Der Impact Factor lag im Jahr 2014 bei 2,34. Nach der Statistik des ISI Web of Knowledge wird das Journal mit diesem Impact Factor in der Kategorie Pharmakologie und Pharmazie an 131. Stelle von 254 Zeitschriften geführt.